# Фостер, Адрианс Шервуд
А́дрианс Ше́рвуд Фо́стер (англ. Adriance Sherwood Foster, 6 августа 1901 — 1 мая 1973) — американский ботаник, почётный профессор, доктор анатомии растений.

## Биография
Адрианс Шервуд Фостер родился в Нью-Йорке 6 августа 1901 года.
Он получал своё высшее образование в Корнеллском университете, получив степень бакалавра наук в 1923 году, и продолжил получение степени магистра наук в Гарвардском университете два года спустя.
После получения докторской степени в области анатомии растений в 1926 году Фостер провёл два года в National Research Council Fellowship.
Свой первый всеобъемлющий опыт преподавания Адрианс Шервуд Фостер приобрёл в Университете Оклахомы с 1928 по 1934 год.
Он написал превосходный учебник — Comparative Morphology of Vascular Plants, два издания которого вместе с его более ранней Practical Plant Anatomy были чрезвычайно успешны в распространении его философии и методологии во всём мире.
Адрианс Шервуд Фостер умер в Беркли 1 мая 1973 года.

## Научная деятельность
Адрианс Шервуд Фостер специализировался на семенных растениях.

## Публикации
- Practical Plant Anatomy[4].
- Comparative Morphology of Vascular Plants[4].